# Tetramesa romana
Tetramesa romana är en stekelart som först beskrevs av Walker 1873.  Tetramesa romana ingår i släktet Tetramesa och familjen kragglanssteklar. Inga underarter finns listade i Catalogue of Life.